# George Brett (général)
George Brett, né le 7 février 1886 à Cleveland dans l'Ohio et mort le 2 décembre 1963 à Orlando en Floride, est un général de l'United States Army Air Forces pendant la Seconde Guerre mondiale. Il fait ses études à l'Institut militaire de Virginie.

## Récompenses et distinctions
|  |  |  |  |

- Récipiendaire de la Distinguished Service Medal (obtenue 2 fois).

## Source
- (en) Cet article est partiellement ou en totalité issu de l’article de Wikipédia en anglais intitulé « George Brett (general) » (voir la liste des auteurs).